# Rutger Jan Schimmelpenninck van Nijenhuis
Mr. Rutger Jan graaf Schimmelpenninck, heer van Nijenhuis, Peckedam en Westerflier (Amsterdam, 9 mei 1821 – Den Haag, 23 april 1893) was een conservatief negentiende-eeuws staatsman.

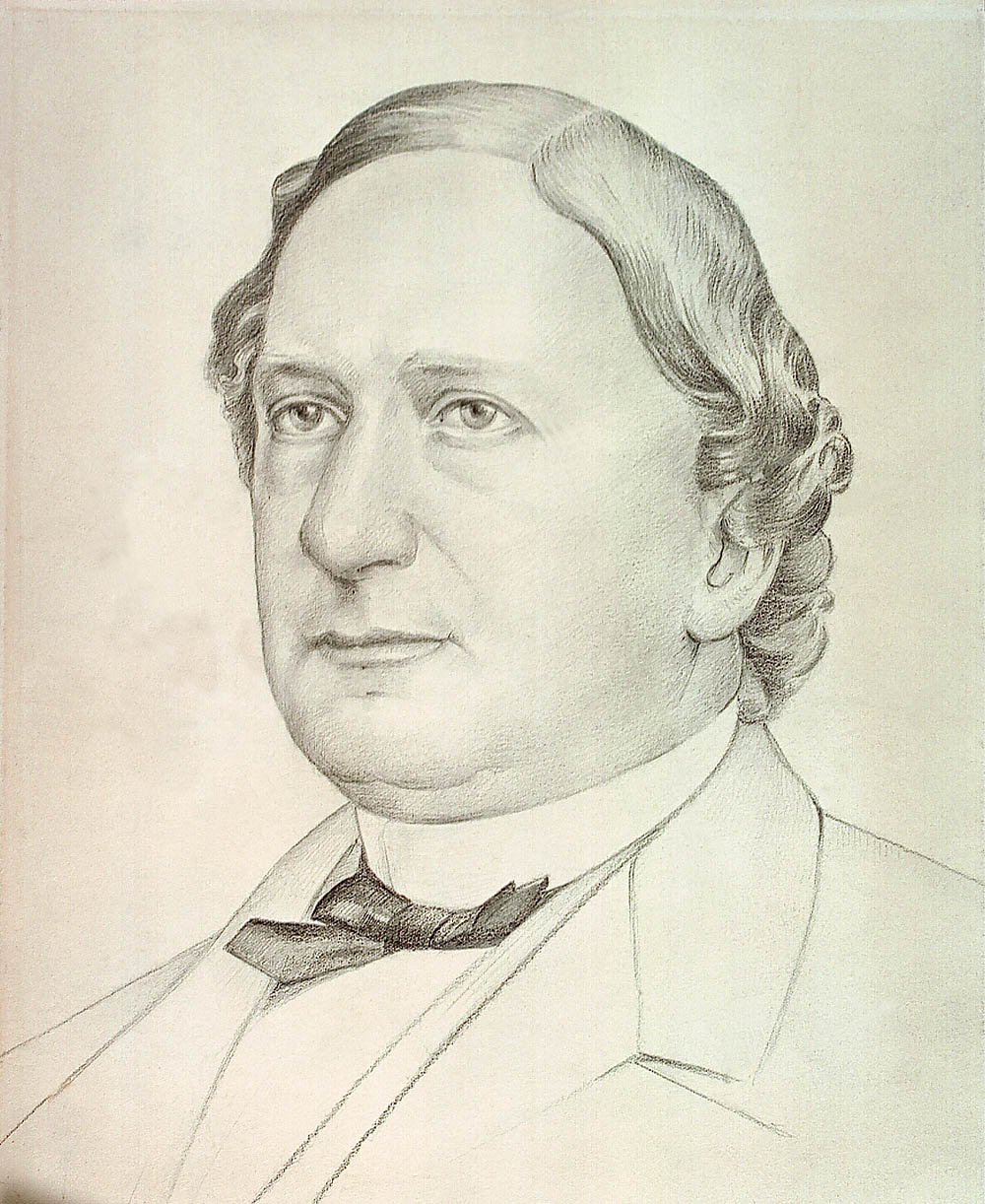
R.J. Schimmelpenninck - (tekening door A.C. de Neeve)

Hij was de zoon van Gerrit Schimmelpenninck en kleinzoon van Rutger Jan Schimmelpenninck. Hij was advocaat in Amsterdam en kreeg in 1857 voor de conservatieven zitting in de Tweede Kamer. Schimmelpenninck van Nijenhuis speelde een belangrijke rol bij de vorming van het koninklijke kabinet-Van Zuylen van Nijevelt/Heemskerk, waarin hijzelf de post Financiën had. Als minister was hij niet erg populair in de Kamer en daarom werd hij in 1874 niet voor de tweede keer minister. Later werd hij wederom Tweede Kamerlid, als één der laatste conservatieven.
Schimmelpenninck werd in 1861 lid van de Hoge Raad van Adel en was van 1866 tot 1893 voorzitter van dit orgaan.
Schimmelpenninck was een vertrouweling van de koning Willem III, die hij ook diende als hofdignitaris. Hij was goed bekend in de hogere kringen van Den Haag, verbleef vaak op zijn buiten Nijenhuis in Diepenheim, maar was in de Kamer altijd op zijn post.
Schimmelpenninck van Nijenhuis was een kleine, gezette man met een enigszins Amsterdams accent.
Bij Koninklijk Besluit d.d. 12 mei 1874, no. 12 werd overgang verleend van titel van graaf op alle mannelijke en vrouwelijke afstammelingen van Schimmelpenninck. Deze verlening van de titel van graaf op allen vond niet plaats op eigen verzoek zodat ook geen taxa hoefden te worden betaald. Ten tijde van deze titelverhoging was Schimmelpenninck zelf voorzitter van de Hoge Raad van Adel (1866-1893), naast grootmeester van het huis des Konings (1868-1881). Een maand na voornoemde titelverhoging werd hij weer Tweede Kamerlid (1873-1886).
Schimmelpenninck trouwde in 1849 met Henriette Wilhelmine Elisabeth Melvil (1827-1876), met wie hij acht kinderen kreeg.